# Поульсен, Хансмар
Ха́нсмар По́ульсен (фар. Hansmar Poulsen; род. 15 августа 1981 года в Тофтире, Фарерские острова) — бывший фарерский футболист, нападающий, выступавший за клубы «Фрам», «АБ» и «Б68».

## Биография
Хансмар начинал карьеру в клубе «Б68» из своей родной деревни Тофтир. Свою первую игру за дублирующий состав тофтирцев он провёл 10 мая 1998 года, это была встреча в рамках второго дивизиона против третьей команды «ГИ». 7 июня Хансмар первый гол в своей карьере, поразив ворота третьего состава «ХБ». Всего в своём дебютном сезоне на взрослом уровне он принял участие в 19 матчах второй лиги, отметившись в них 4 забитыми мячами. В 1999 году Хансмар провёл 15 игр, отличившись 3 раза. В сезоне-2000 нападающий потерял место в основном составе «Б68 II». Он вернул его только летом 2004 года, отыграв 12 встреч второй половины сезона и забив в них 6 голов.
В 2005 году Хансмар перебрался в столичный «Фрам». Он начал сезон основным нападающим команды и поразил ворота соперников 4 раза в 7 матчах второго дивизиона. Летом Хансмар перешёл из «Фрама» в «АБ», выступавший в первом дивизионе. Нападающий провёл 8 игр второй половины сезона-2005, отметившись 2 голами. В 2006 году состоялось возвращение Хансмара в «Б68». Его дебют за первую команду тофтирцев состоялся 2 апреля 2006 года в матче премьер-лиги Фарерских островов против клуба «ЭБ/Стреймур»: нападающий вышел в стартовом составе и на 68-й минуте был заменён Никласом Йоэнсеном. Хансмар не пригодился «Б68» и сыграл за тофтирцев всего 2 матча в высшем дивизионе, параллельно выступая за вторую команду во второй лиге. В конце сезона-2006 он принял решение уйти из футбола.
В настоящее время Хансмар работает программистом. Также он является одним из наставников в проекте «Hetta», направленном на обучение фарерской молодёжи программированию.